# Thanon Ratchadamnoen

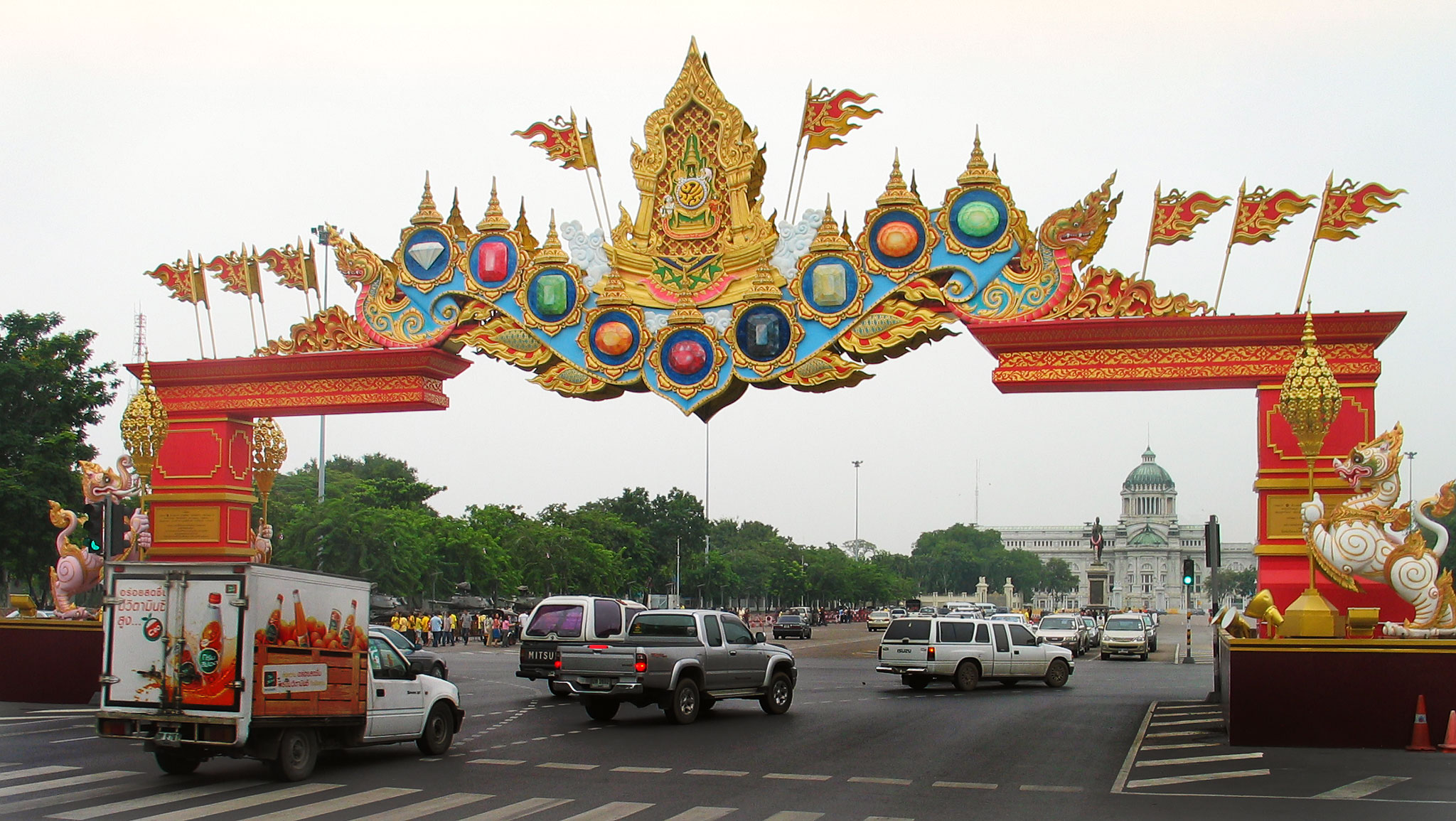
Dekorativer Bogen über der Thanon Ratchadamnoen Nok anlässlich des 60. Thronjubiläums von König Bhumibol Adulyadej

Thanon Ratchadamnoen (thailändisch ถนนราชดำเนิน [tʰànǒn râːtt͡ɕʰádamnɤːn], umgangssprachlich [râːt damnɤːn]; deutsch Ratchadamnoen-Straße oder Ratchadamnoen-Boulevard; englisch Ratchadamnoen Avenue) ist eine Prachtstraße im Zentrum der thailändischen Hauptstadt Bangkok (Bezirke Phra Nakhon, Pom Prap Sattru Phai und Dusit). Sie ist 3,3 Kilometer lang und verbindet den Großen Palast, der bis Anfang des 20. Jahrhunderts Residenz der thailändischen Könige war, mit dem neueren Dusit-Palast, in dem die Monarchen seit 1901 zumeist residiert haben. Der Name der Straße bedeutet übersetzt etwa „Königlicher Weg“, „Königlicher Prozessionsweg“, oder „Königlicher Fortschritt“. Sie ist in drei Abschnitte gegliedert: den inneren (Thanon Ratchadamnoen Nai), mittleren (Thanon Ratchadamnoen Klang) und äußeren Ratchadamnoen-Boulevard (Thanon Ratchadamnoen Nok).

## Geschichte
Die Anlage der Prachtstraße ist beeinflusst von König Chulalongkorns Europareise im Jahr 1897. Als Vorbilder mögen The Mall in London, Unter den Linden in Berlin und die Pariser Boulevards, namentlich die Avenue des Champs-Élysées, gedient haben. Ihr liegen aufklärerische Vorstellungen von Modernität, Sichtbarkeit und einer großräumigen geometrischen Ordnung zugrunde. Indem er prominente Merkmale des damals üblichen europäischen Urbanismus kopierte, wollte Chulalongkorn die Zugehörigkeit Bangkoks und Siams zur westlichen (viktorianisch geprägten) Welt herausstellen. Die Errichtung des Ratchadamnoen-Boulevards war Teil der ersten großen, planmäßigen Umgestaltung Bangkoks seit seiner Gründung 1782. Die Prachtstraße wurde mit drei parallelen Fahrbahnen ausgeführt, die voneinander mit doppelten Baumreihen getrennt und mit schattigen Fußwegen gesäumt waren. Die Esplanade wurde bereits 1899 fertiggestellt. 1902 schaffte einer der Söhne Chulalongkorns das erste Auto an, in den folgenden sechs Jahren erwarb die Königsfamilie über 300 weitere. Der König und weitere Mitglieder der Aristokratie, die sich seinem Vorbild folgend ebenfalls in Dusit ansiedelten, pflegten aber auch in den Abendstunden mit Fahrrädern die Promenade entlangzufahren.
Nach dem Staatsstreich 1932, der die absolute Monarchie beendete, wurde der mittlere Ratchadamnoen-Boulevard verbreitert. Die Mahagoni-Baumreihen fielen dem Ausbau dieses Abschnitts zum Opfer und sind heute nur noch entlang des äußeren Ratchadamnoen-Boulevards erhalten. In dieser Zeit entstanden auch die charakteristischen, vierstöckigen Geschäftshäuser im Art-déco-Stil entlang der Thanon Ratchadamnoen Klang. 1939 ließ der damalige Ministerpräsident Plaek Phibunsongkhram auf der Mitte des Ratchadamnoen-Klang-Boulevards das Demokratiedenkmal errichten, das an den Übergang Thailands zum Konstitutionalismus und das Inkrafttreten der ersten Verfassung im Jahr 1932 erinnern soll. Es befindet sich ungefähr auf halber Strecke zwischen dem Großen Palast, in dem der König einen Eid auf die Verfassung ablegen musste, und der Anantasamakhom-Thronhalle, in der nach der Revolution das Parlament tagte. Damit symbolisiert es auch durch seinen Standort den Bruch mit der absoluten Monarchie. So wie der Ratchadamnoen-Klang-Boulevard als „thailändische Champs-Elysées“ apostrophiert wird, stellte sich Phibunsongkhram, der in Frankreich studiert hatte, das Demokratiedenkmal als Bangkoker Äquivalent zum Arc de Triomphe vor.
Der Platz am Demokratiedenkmal und der Ratchadamnoen-Boulevard waren Schauplätze von Massendemonstrationen während des Volksaufstands im Oktober 1973, des „Schwarzen Mais“ 1992 und der Proteste der Volksallianz für Demokratie („Gelbhemden“) gegen die Regierung von Thaksin Shinawatra 2006. Der Ratchadamnoen-Boulevard symbolisiert damit sowohl eine eng mit dem Königtum assoziierte Straße als auch den Weg zur Demokratie.
Anlässlich der Geburtstagsfeier des Königs wird die Thanon Ratchadamnoen alljährlich mit Lichtern, Bannern und Porträts des Monarchen verziert.

## Verlauf

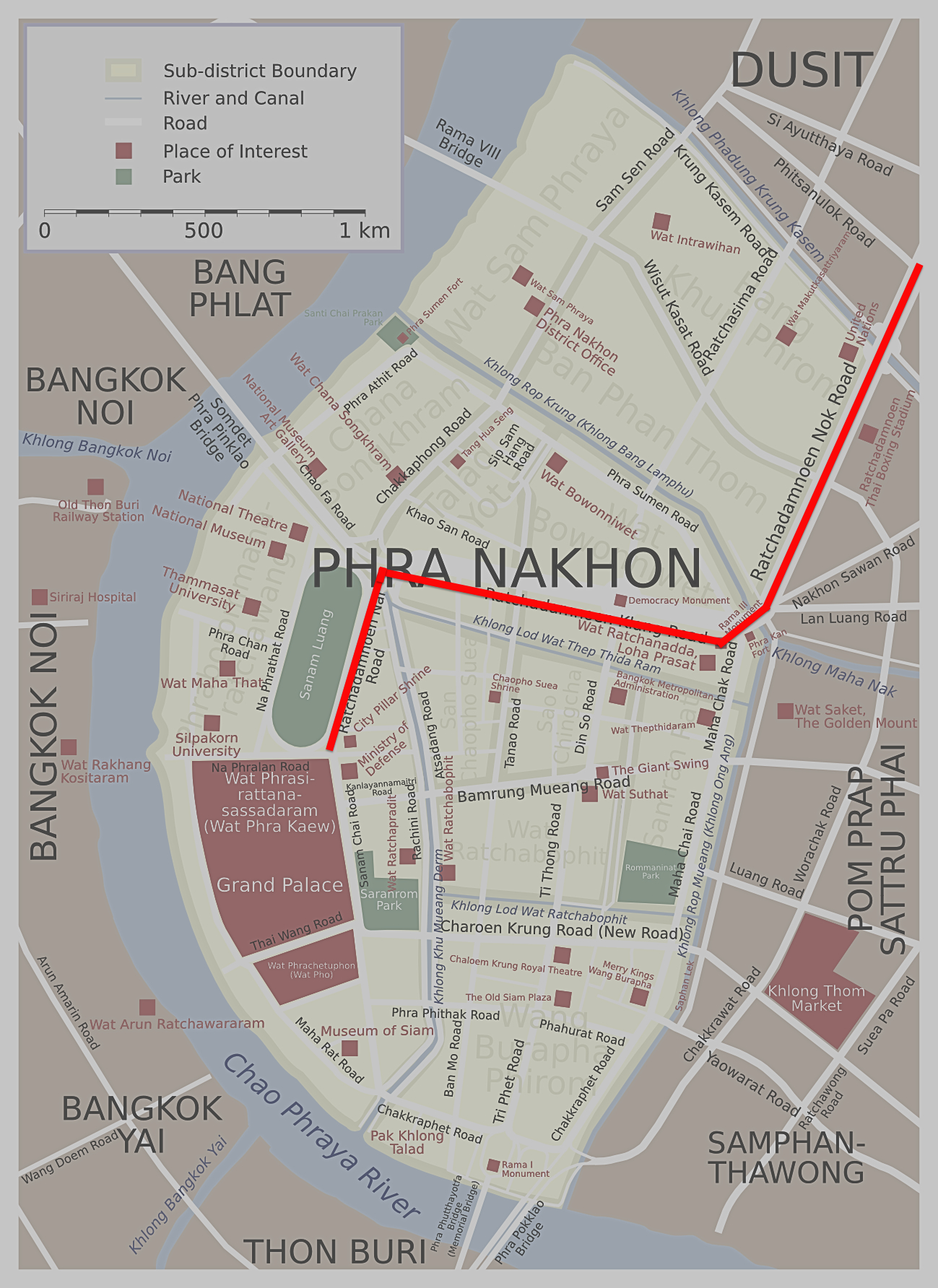
Verlauf der Thanon Ratchadamnoen im Bezirk Phra Nakhon

### Thanon Ratchadamnoen Nai
Der innere Ratchadamnoen-Boulevard (Thanon Ratchadamnoen Nai; ถนนราชดำเนินใน) ist mit einer Länge von 550 Metern der kürzeste Abschnitt. Er beginnt am südöstlichen Ende des Sanam Luang, der Nordostecke der Mauer des Großen Palasts, dem Schrein mit der Stadtsäule (Lak Müang) und dem Verteidigungsministerium. Er verläuft in nördlicher Richtung, am Ostrand des Sanam Luang entlang, bis zu dessen Nordostkurve, an der sich ein Schrein mit der Statue der Phra Mae Thorani sowie eine Statue des dreiköpfigen Elefanten Erawan befindet. Dort biegt er nach rechts ab und mündet in die Thanon Ratchadamnoen Klang. In der Thanon Ratchadamnoen Nai befindet sich der Oberste Gerichtshof Thailands.

### Thanon Ratchadamnoen Klang
Der mittlere Ratchadamnoen-Boulevard (Thanon Ratchadamnoen Klang; ถนนราชดำเนินกลาง) ist 1,3 Kilometer lang. Er beginnt am nordöstlichen Ende des Sanam Luang und verläuft von dort in östlicher Richtung bis zur Phan-Fa-Lilat-Brücke über den Khlong Bang Lam Phu, den Kanal, der den ursprünglichen Stadtkern (die Rattanakosin-Insel) begrenzte. Er ist unterbrochen von einem großen, siebenspurigen Kreisverkehr, auf dessen Mitte das Demokratiedenkmal steht. Charakteristisch für den Ratchadamnoen-Klang-Boulevard sind die ihn säumenden vierstöckigen Geschäftshäuser aus den 1930er-Jahren. Sie stehen unter Denkmalschutz. In dieser Straße befinden sich das Royal Hotel Rattanakosin von 1942, die Gedenkstätte für den 14. Oktober 1973, der Hauptsitz der Deves-Versicherung, die Königin-Sirikit-Kunsthalle, Wat Ratchanatdaram mit dem Loha Prasat und der Statue von Rama III. sowie das Mahakan-Fort, Teil der ehemaligen Stadtbefestigung.

### Thanon Ratchadamnoen Nok

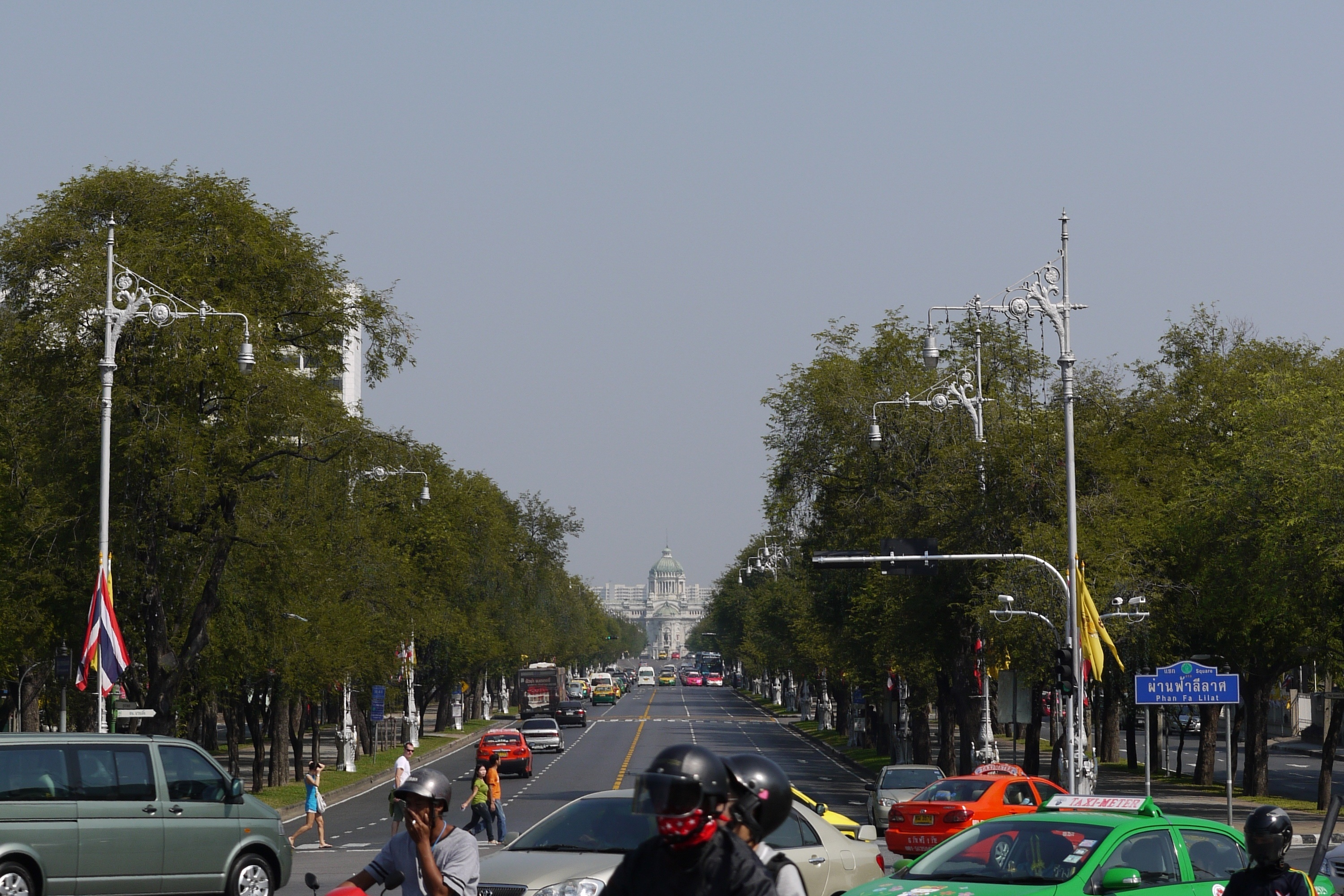
Thanon Ratchadamnoen Nok: Blickachse von der Phan-Fa-Lilat-Kreuzung zur Anantasamakhom-Thronhalle

An der Phan-Fa-Lilat-Kreuzung knickt die Straße wieder ab und führt weiter nach Norden. Hier beginnt der äußere Ratchadamnoen-Boulevard (Thanon Ratchadamnoen Nok; ถนนราชดำเนินนอก), mit 1,5 Kilometern der längste Abschnitt. Er endet an der königlichen Plaza mit dem Reiterstandbild Ramas V. vor der Anantasamakhom-Thronhalle. Dazwischen befinden sich unter anderem die Ministerien für Landwirtschaft, Verkehr, Bildung sowie Tourismus und Sport, das Ratchadamnoen-Muai-Thai-Stadion, das Hauptquartier des thailändischen Heeres, der Hauptsitz der Tourism Authority of Thailand (TAT) sowie das Bangkoker UN-Gebäude, in dem die Wirtschafts- und Sozialkommission für Asien und den Pazifik sitzt. Südlich der Makkhawan-Rangsan-Brücke über den Khlong Phadung Krung Kasem bildet die Straße die Grenze zwischen den Bezirken Phra Nakhon und Pom Prap Sattru Phai, nördlich davon liegt sie vollständig im Bezirk Dusit. In einer Nebenstraße befindet sich das Regierungshaus, Amtssitz der thailändischen Premierminister, sowie Wat Benchamabophit.

## Galerie

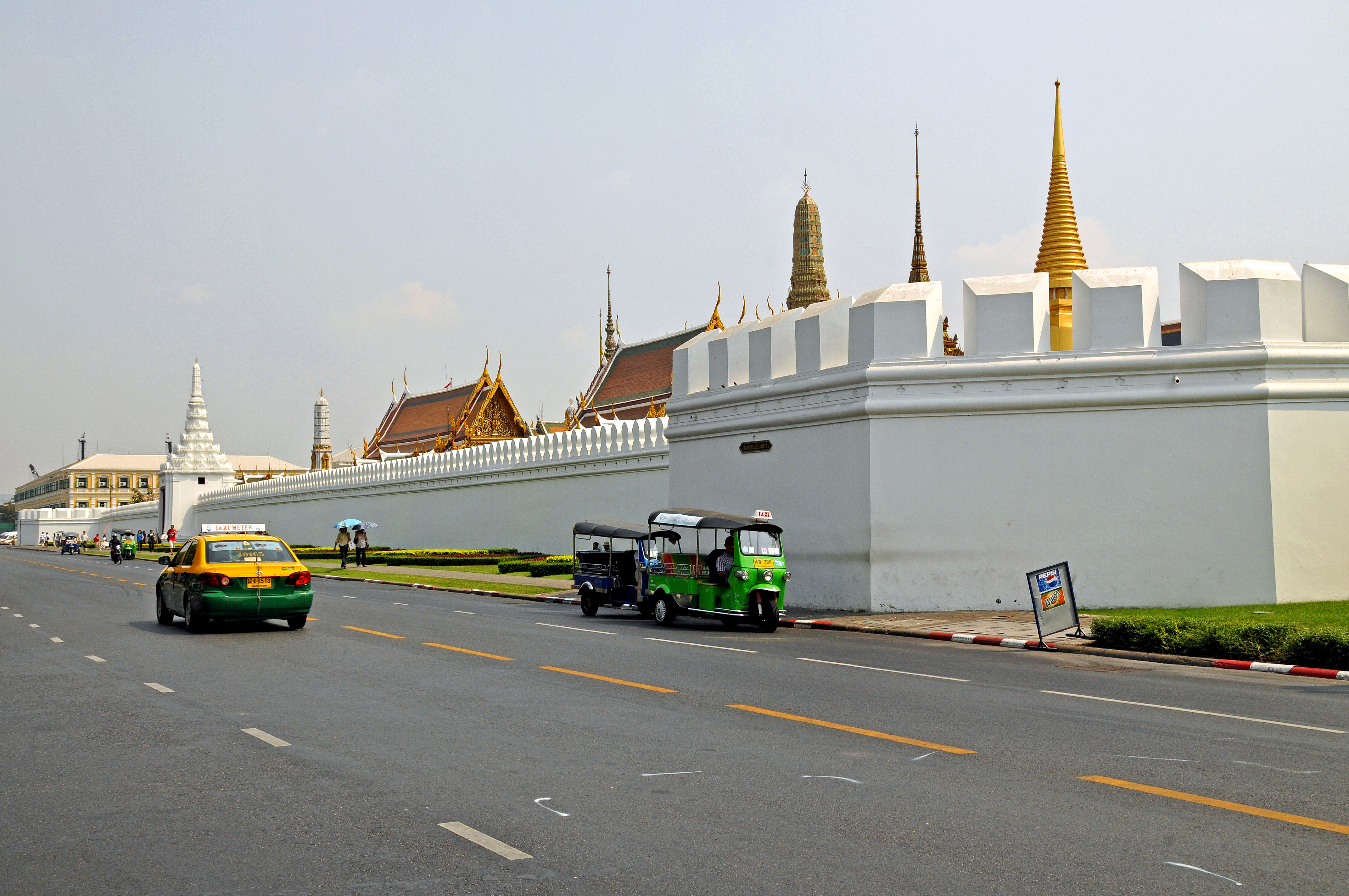
Mauer des Großen Palasts
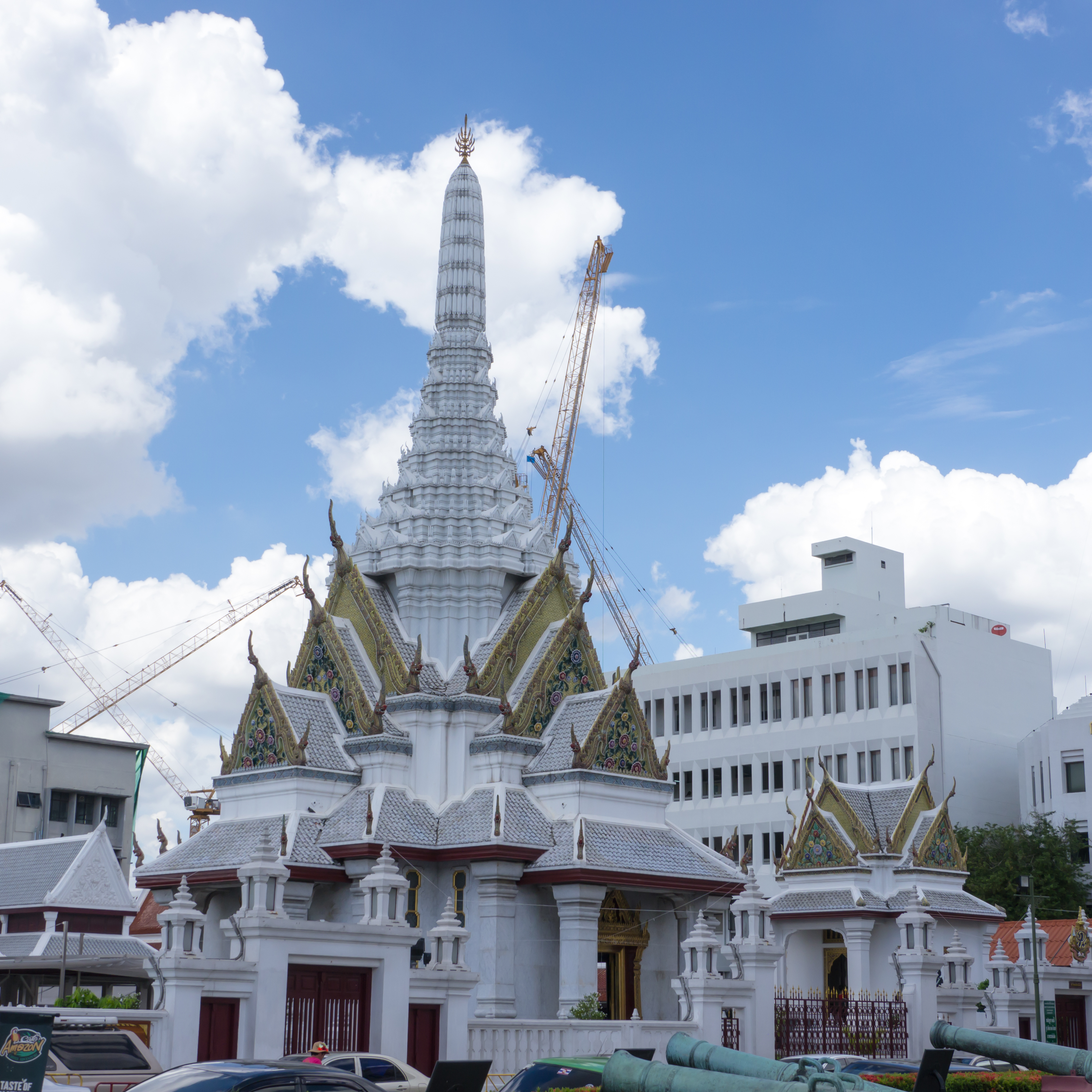
Schrein mit der Stadtsäule
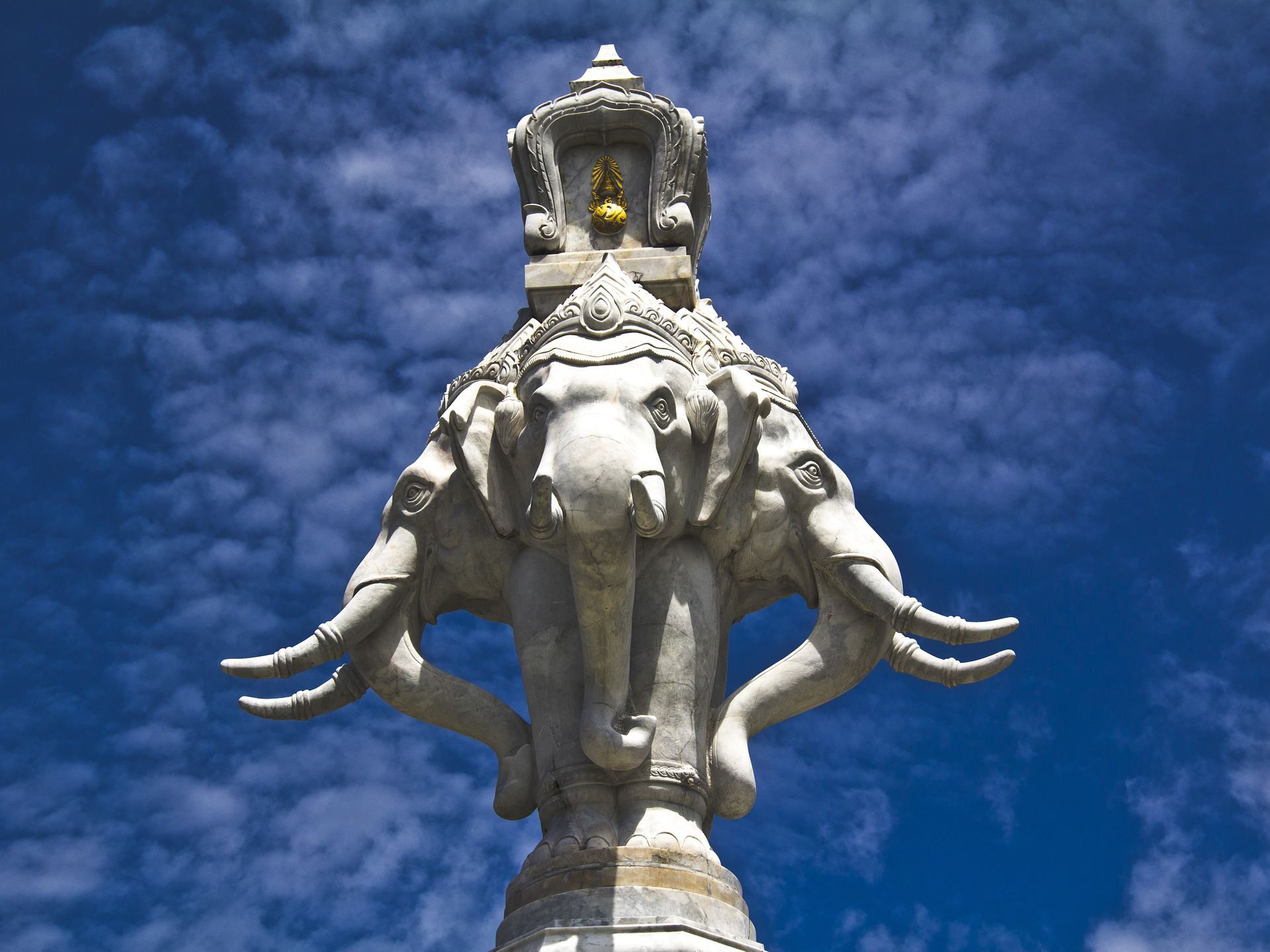
Erawan-Statue am Sanam Luang
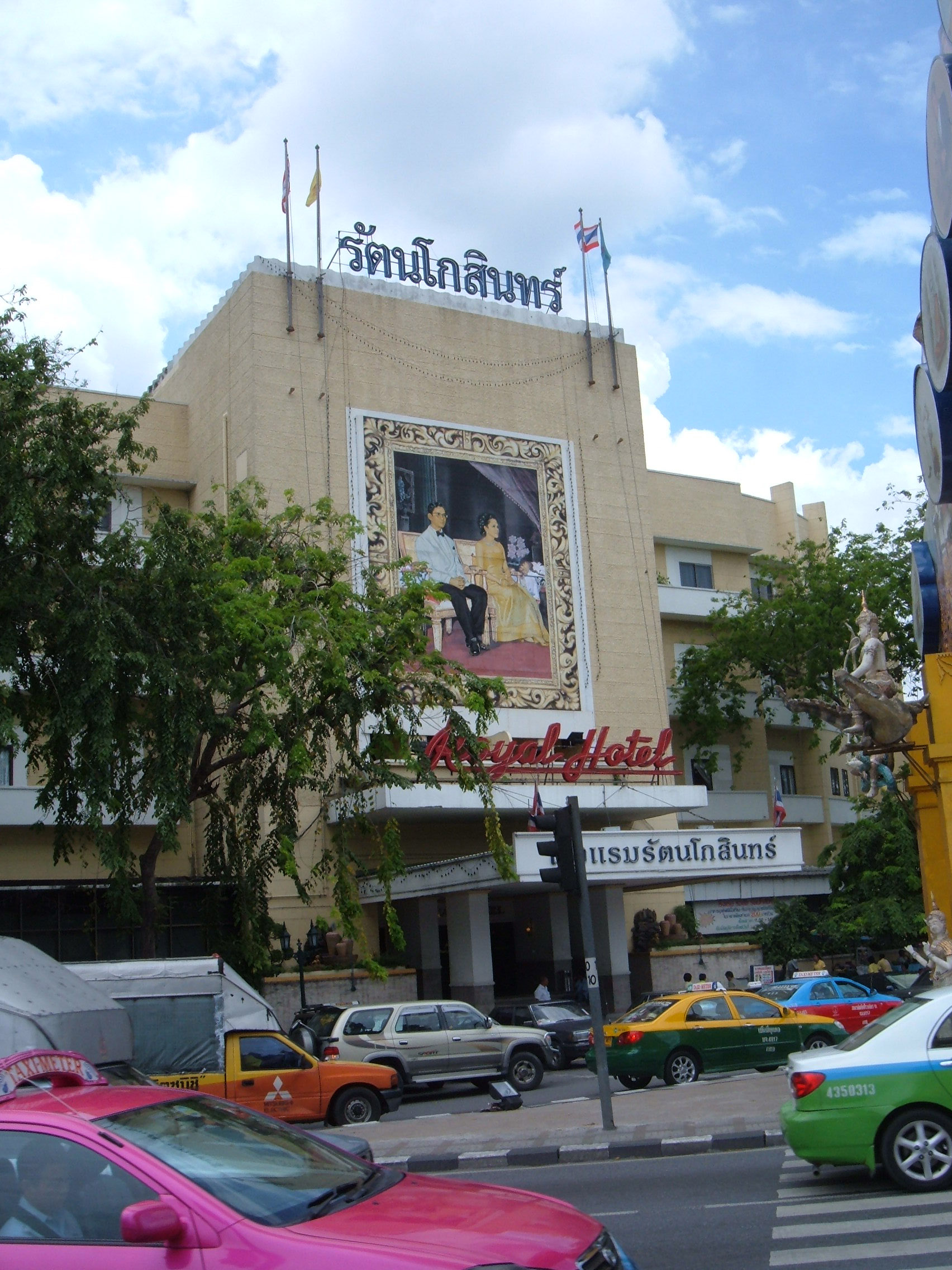
Royal Hotel Rattanakosin
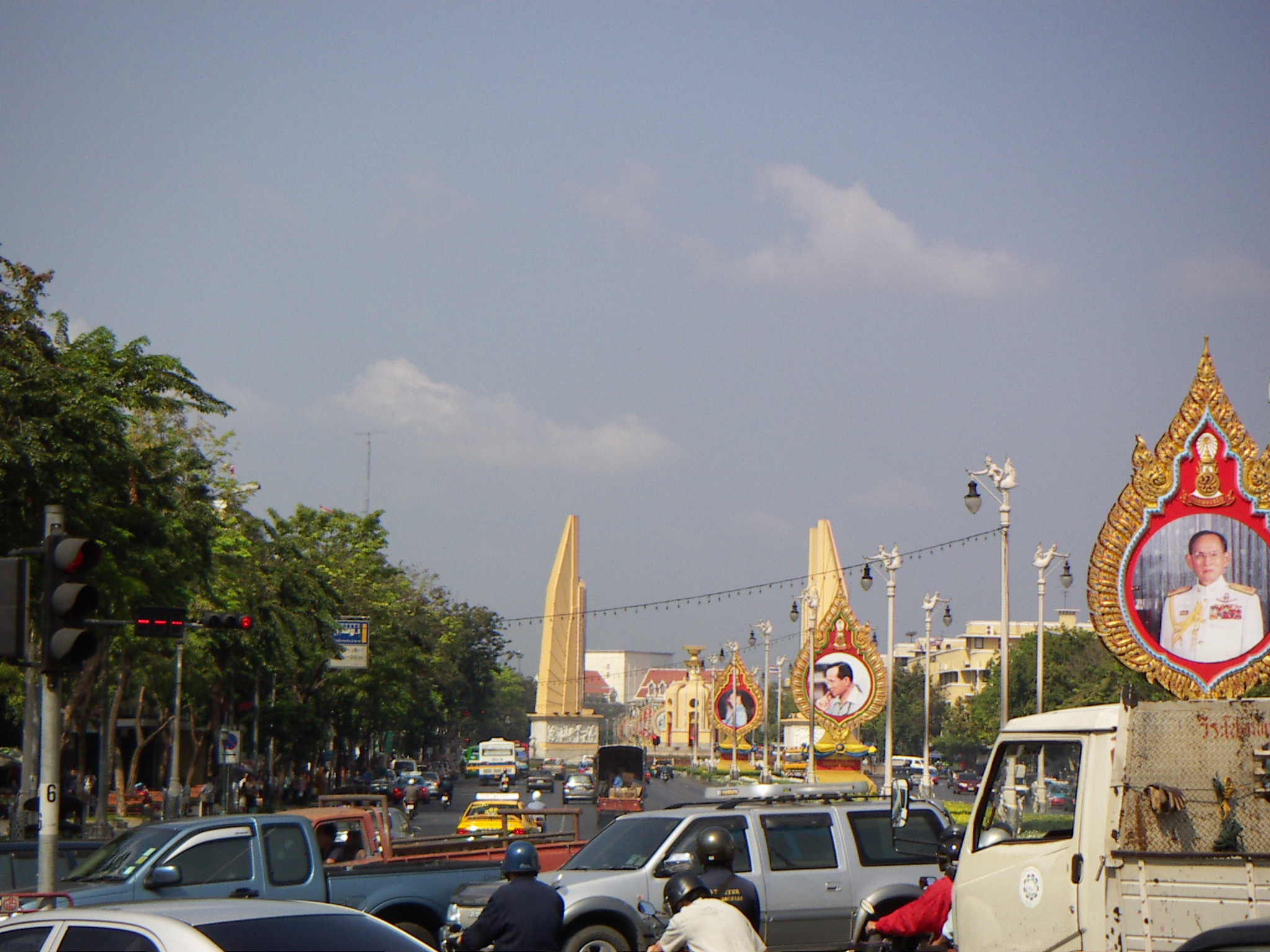
Thanon Ratchadamnoen Klang und Demokratiedenkmal
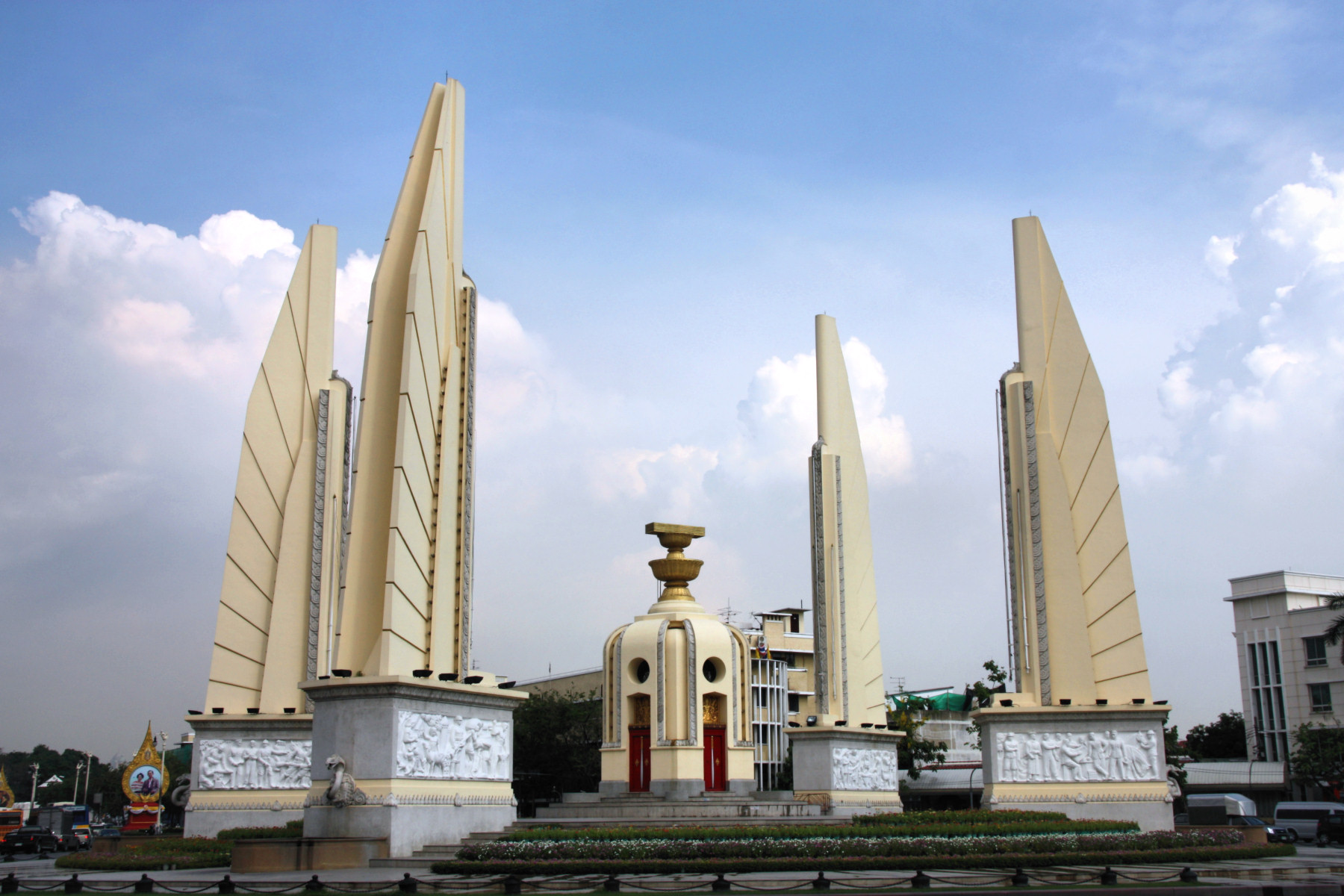
Demokratiedenkmal
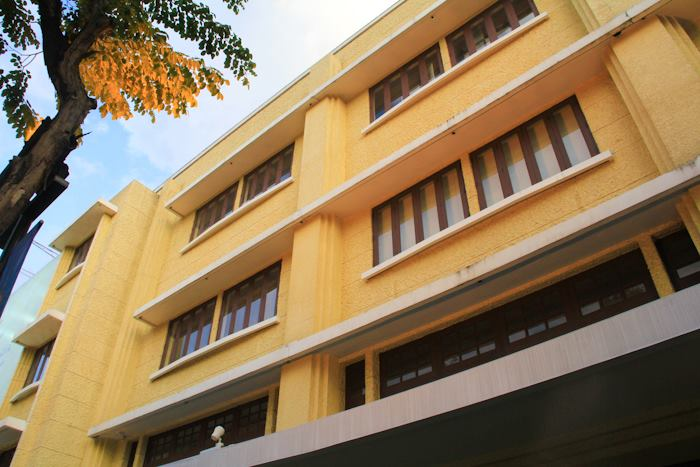
Typisches Geschäftshaus an der Thanon Ratchadamnoen Klang
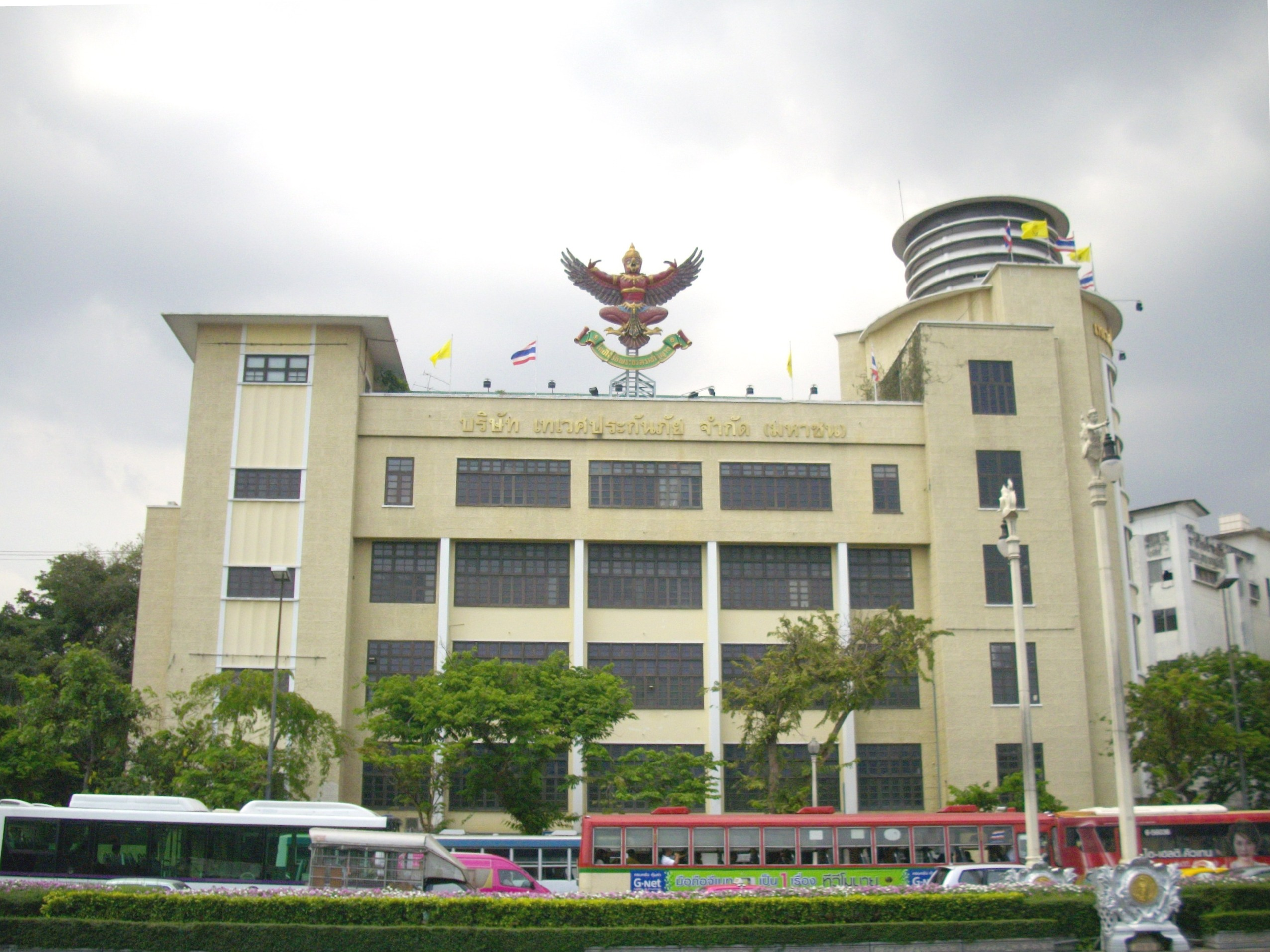
Hauptsitz der Deves-Versicherung
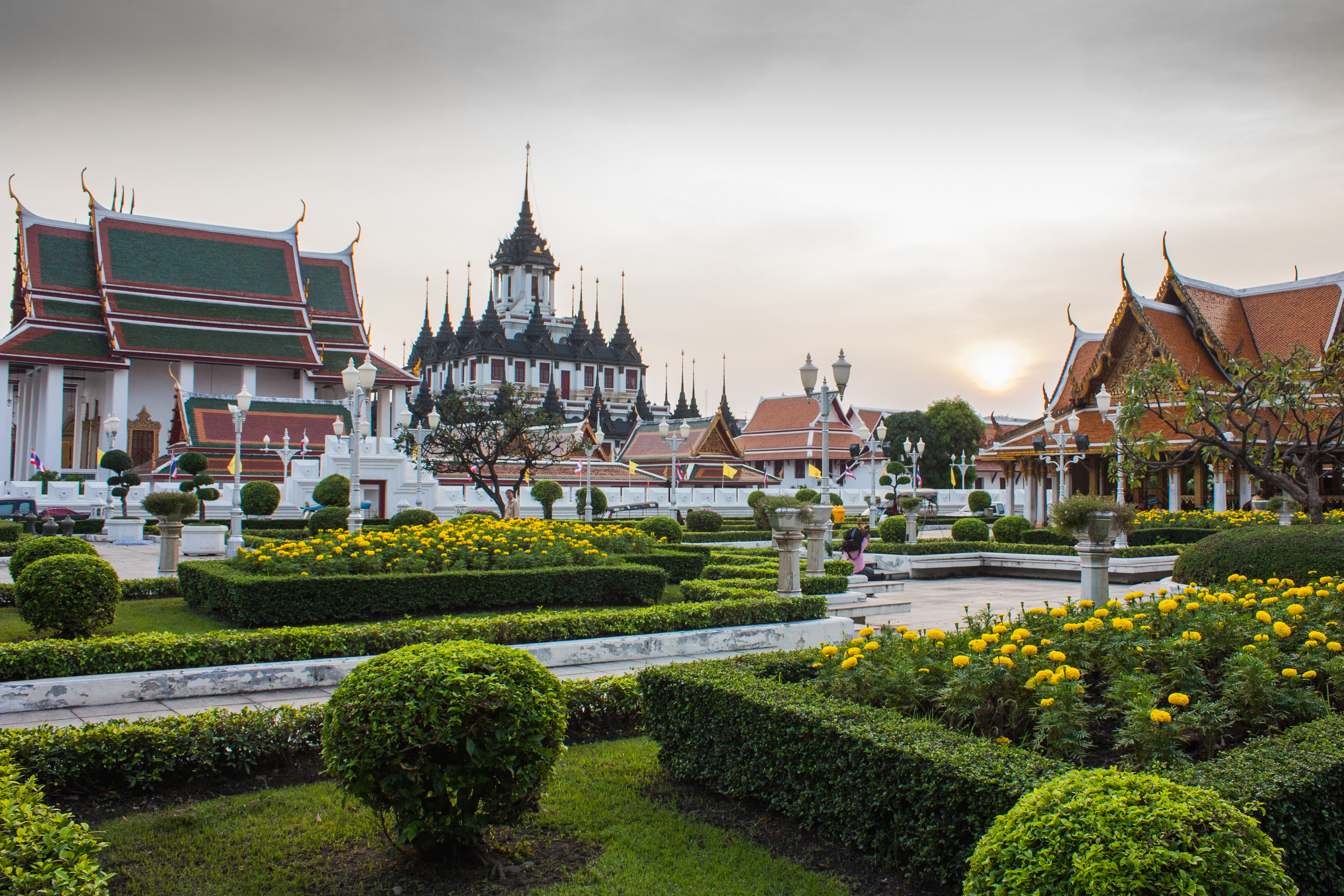
Wat Ratchanatdaram mit Loha Prasat
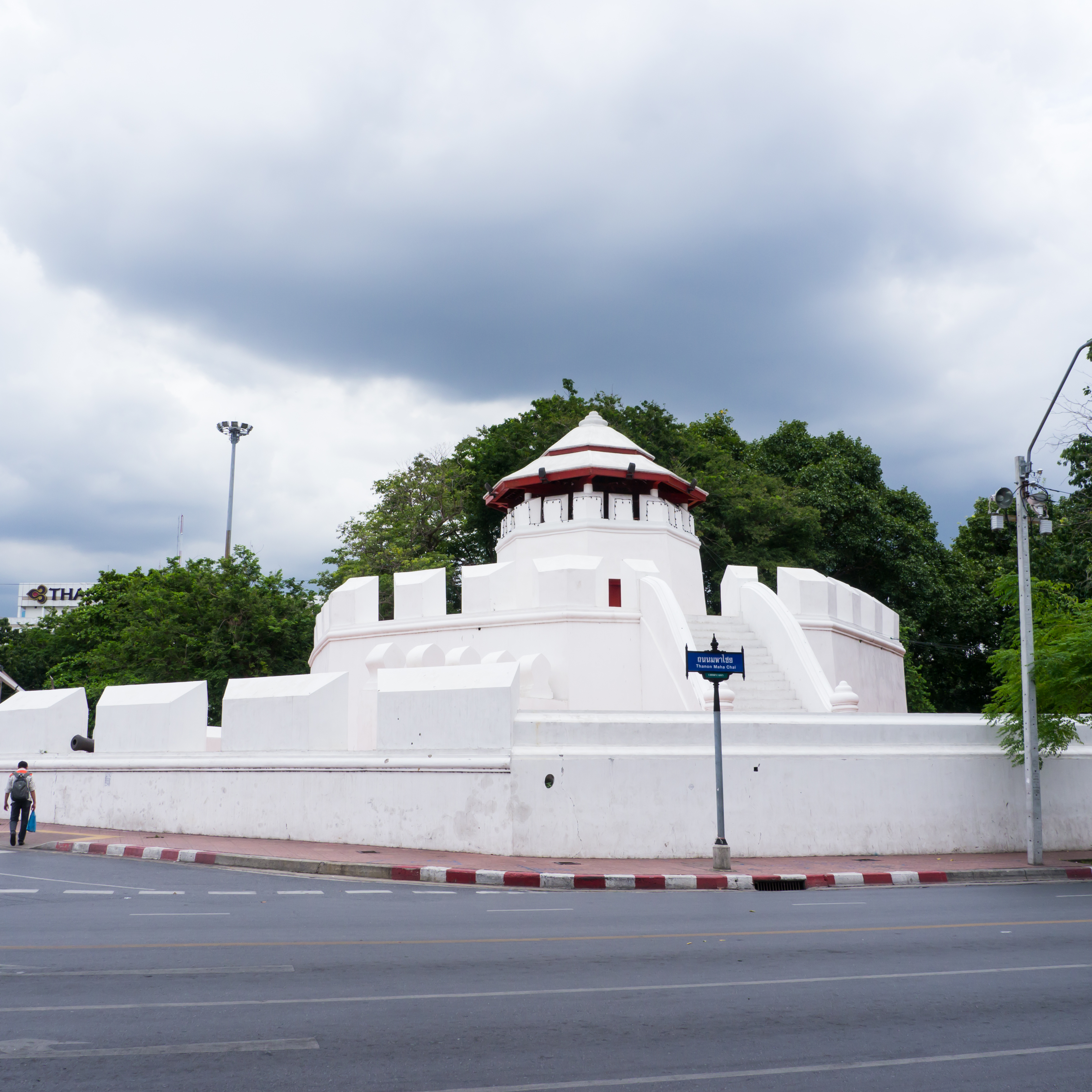
Mahakan-Fort
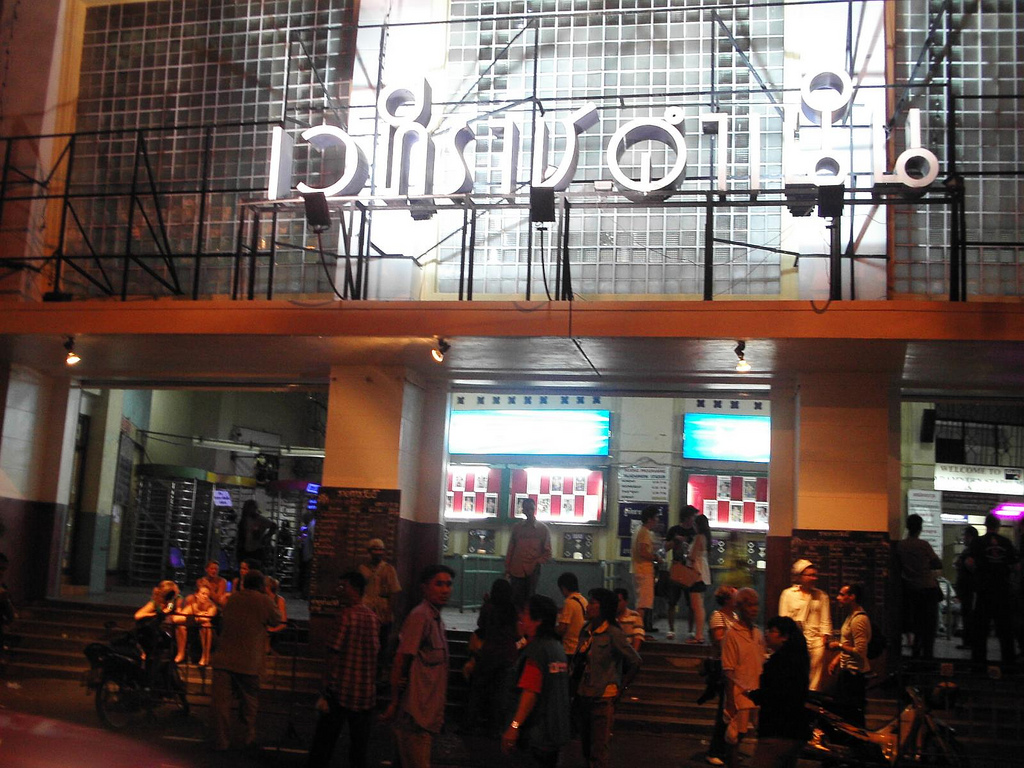
Eingang zum Ratchadamnoen-Stadion
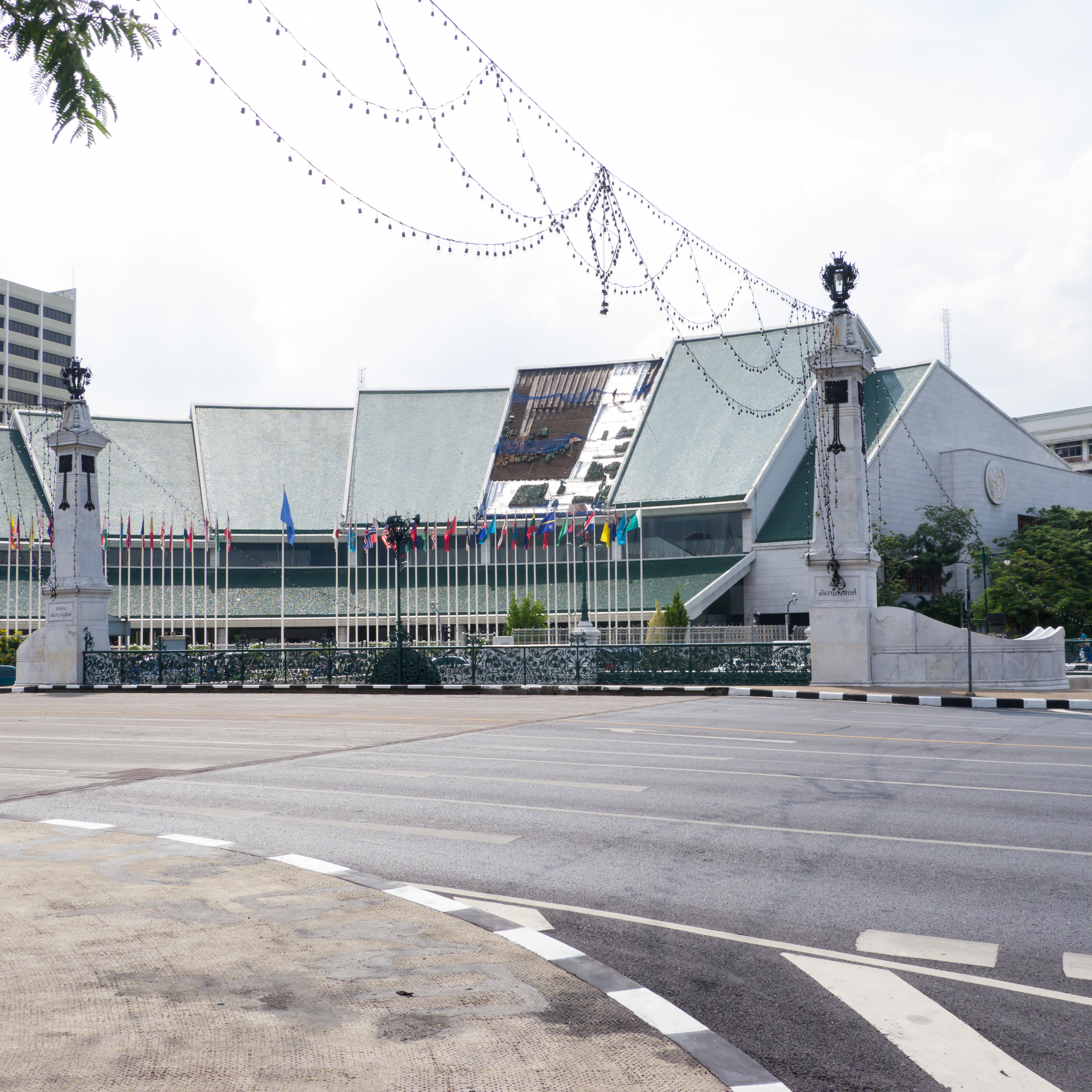
UNO-Gebäude
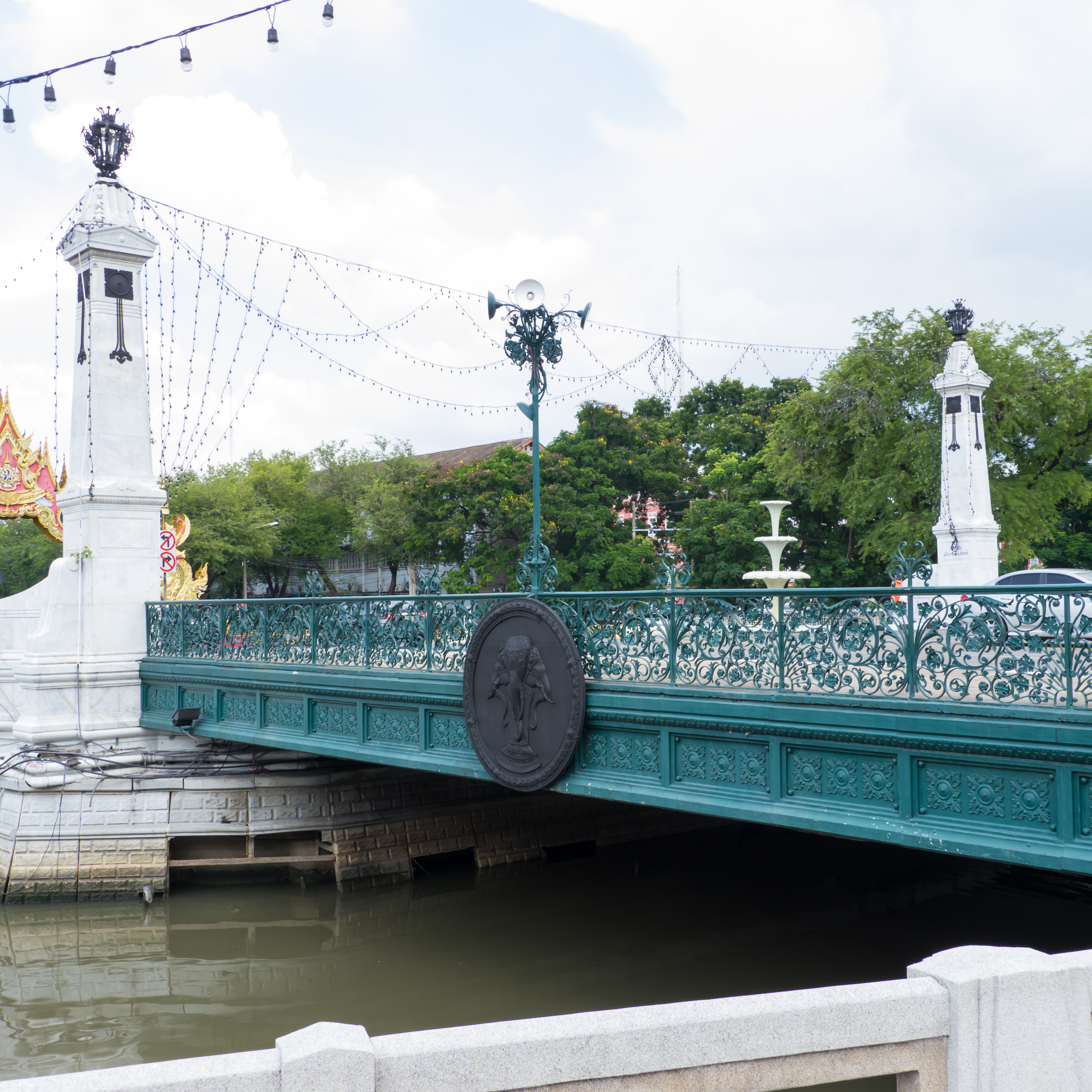
Makkhawan-Rangsan-Brücke
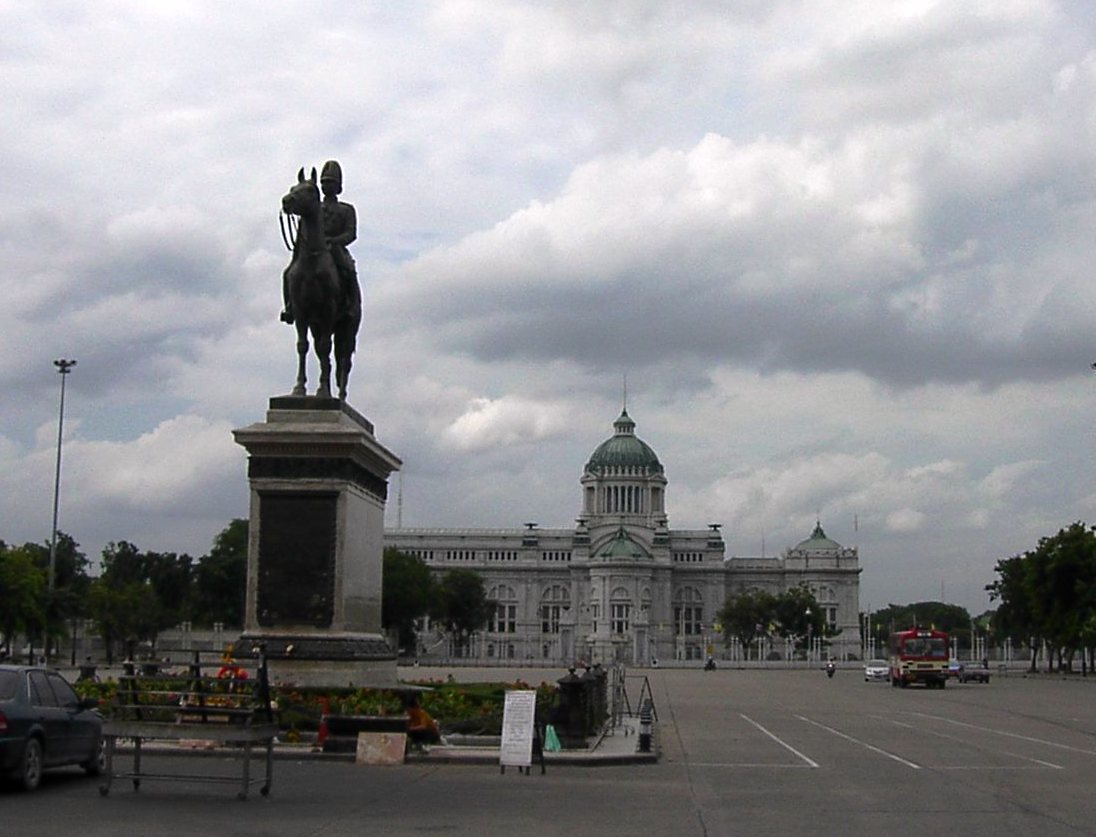
Reiterstandbild Ramas V. und Anantasamakhom-Thronhalle